# Безрадостные мгновения
«Безрадостные мгновения» (англ. Bleak Moments) — дебютный кинофильм режиссёра Майка Ли, вышедший на экраны в 1971 году. Лента основана на пьесе Ли и во многом построена на импровизации. Фильм получил приз «Золотой леопард» на кинофестивале в Локарно, а также участвовал в конкурсной программе Чикагского кинофестиваля.

## Сюжет
Сильвия — молодая женщина, чья жизнь заполнена каждодневной рутиной: днём — скучная работа секретаршей, вечера — дома со слабоумной сестрой, требующей присмотра. Одиночество вынуждает её искать общения с Норманом, хиппи, снимающим её гараж и играющим на гитаре свои песни, и с Питером, школьным учителем, с которым она связывает особые надежды...

## В ролях
- Энн Рэйтт — Сильвия
- Эрик Аллан — Питер
- Сара Стивенсон — Хильда
- Джулия Кэпплман — Пэт
- Майк Брэдвелл — Норман
- Лиз Смит — мать Пэт
- Дональд Самптер — друг Нормана